# Élections au Kerala

Kerala

Des élections sont régulièrement organisées au Kerala pour pourvoir les postes de fonctionnaires à tous les niveaux du gouvernement, tant au Kerala que dans l'ensemble de l'Inde. Elles vont des élections nationales aux élections des organes locaux régionaux ou des panchayats.
L'Assemblée du Kerala peut adopter unilatéralement des lois concernant la conduite des élections locales, tandis que toute modification apportée par le corps législatif de l'État à la conduite des élections au niveau de l'État doit être approuvée par le Parlement indien. En outre, la législature de l'État peut être révoquée par le Parlement en vertu de l'article 356 de la Constitution indienne et la President's rule peut être imposée.
La Commission électorale de l'État prépare les listes électorales des Panchayats, des municipalités et des corporations municipales et organise leurs élections. Le commissaire aux élections de l'État est également le président de la commission de délimitation.

## Élections à l'Assemblée législative du Kerala
Des élections sont organisées au niveau de l'État pour élire les membres de l'Assemblée législative du Kerala. Les dernières élections législatives ont eu lieu le 6 avril 2021.
| Année | Parti vainqueur/ Coalition                                                                  | Sièges gagnés | Second rang                   | Sièges gagnés | Autres | Ministre en chef                                                   |
| ----- | ------------------------------------------------------------------------------------------- | ------------- | ----------------------------- | ------------- | ------ | ------------------------------------------------------------------ |
| 1957  | Parti communiste d'Inde (CPI)                                                               | 60            | Congrès national indien (INC) | 43            | 9      | E. M. S. Namboodiripad                                             |
| 1960  | INC + Parti socialiste Praja (PSP)                                                          | 83            | CPI                           | 29            | 11     | Pattom Thanu Pillai R. Sankar                                      |
| 1965  | CPI(M) + Indian Union Muslim League (IUML) + Parti socialiste Samyukta (SSP)                | 59            | INC                           | 43            | 31     | President's Rule                                                   |
| 1967  | Front uni (1967-69)                                                                         | 104           | INC                           | 9             | 20     | E. M. S. Namboodiripad                                             |
| 1970  | Front uni (1970-79)                                                                         | 72            | CPI(M)                        | 29            | 31     | C. Achutha Menon                                                   |
| 1977  | Front uni (1970-79)                                                                         | 111           | CPI(M)                        | 17            | 20     | K. Karunakaran A. K. Anthony P. K. Vasudevan Nair President's Rule |
| 1980  | Front démocratique de gauche (LDF) (avec Kerala Congress et Indian National Congress (Urs)) | 93            | UDF                           | 46            | 1      | E. K. Nayanar K. Karunakaran President's Rule                      |
| 1982  | Front démocratique uni (UDF)                                                                | 77            | LDF                           | 63            | 0      | K. Karunakaran                                                     |
| 1987  | LDF                                                                                         | 78            | UDF                           | 61            | 1      | E. K. Nayanar                                                      |
| 1991  | UDF                                                                                         | 90            | LDF                           | 48            | 2      | K. Karunakaran                                                     |
| 1996  | LDF                                                                                         | 80            | UDF                           | 59            | 1      | E. K. Nayanar                                                      |
| 2001  | UDF                                                                                         | 99            | LDF                           | 40            | 1      | A. K. Anthony Oommen Chandy                                        |
| 2006  | LDF                                                                                         | 98            | UDF                           | 42            | 0      | V. S. Achuthanandan                                                |
| 2011  | UDF                                                                                         | 72            | LDF                           | 68            | 0      | Oommen Chandy                                                      |
| 2016  | LDF                                                                                         | 91            | UDF                           | 47            | 2      | Pinarayi Vijayan                                                   |
| 2021  | LDF                                                                                         | 99            | UDF                           | 41            | 0      | Pinarayi Vijayan                                                   |

## Élections au Lok Sabha
| Année | Parti vainqueur/ Coalition         | Sièges gagnés | Second rang                      | Sièges gagnés | Autres            | Sièges gagnés |
| ----- | ---------------------------------- | ------------- | -------------------------------- | ------------- | ----------------- | ------------- |
| 1951  | Congrès national indien (INC)      | 6             | Parti socialiste révolutionnaire | 1             | TTC/Indépendants  | 1 / 3         |
| 1957  | Parti communiste d'Inde (CPI)      | 9             | INC                              | 6             | PSP/Indépendants  | 1 / 2         |
| 1962  | INC/PSP/IUML                       | 8             | CPI                              | 6             | RSP/ Indépendants | 1 / 3         |
| 1967  | Front uni (1967-69)                | 17            | INC                              | 1             | Indépendants      | 2             |
| 1971  | Front uni (1970-79)                | 16            | CPI(M)                           | 2             | Indépendants      | 1             |
| 1977  | Front uni (1970-79)                | 20            | CPI(M)                           | 0             | Indépendants      | 0             |
| 1980  | Front démocratique de gauche (LDF) | 10            | Front démocratique uni (UDF)     | 8             |                   | 2             |
| 1984  | UDF                                | 17            | LDF                              | 1             | 2                 |               |
| 1989  | UDF                                | 17            | LDF                              | 3             | 0                 |               |
| 1991  | UDF                                | 15            | LDF                              | 5             | 0                 |               |
| 1996  | LDF                                | 10            | UDF                              | 10            | 0                 |               |
| 1998  | UDF                                | 11            | LDF                              | 9             | 0                 |               |
| 1999  | UDF                                | 11            | LDF                              | 9             | 0                 |               |
| 2004  | LDF                                | 18            | UDF                              | 1             | 1                 |               |
| 2009  | UDF                                | 16            | LDF                              | 4             | 0                 |               |
| 2014  | UDF                                | 12            | LDF                              | 8             | 0                 |               |
| 2019  | UDF                                | 19            | LDF                              | 1             | 0                 |               |

## Institutions locales autonomes
Panchayat Elections est un terme largement utilisé au Kerala, en Inde, pour désigner les scrutins organisés pour sélectionner les représentants de l'autonomie locale. Il existe trois branches d'institutions d'autonomie locale au Kerala. Il s'agit du Grama Panchayat, que l'on peut traduire par gouvernement de village, du Block Panchayat et du District Panchayat. Un Grama Panchayat est presque équivalent à l'administration d'une ville et un District Panchayat à celle d'un comté. Il existe deux autres ailes, à savoir la municipalité, qui est une autre forme de Block Panchayat et qui n'existe que dans les grandes villes, et les Corporations, qui n'existent que dans six grandes villes. En vertu du 73e amendement à la Constitution indienne, les institutions d'autonomie locale (LSGI) doivent fonctionner comme le troisième niveau de gouvernement.
Le Kerala compte actuellement 1200 collectivités locales, dont 941 Grama Panchayats, 152 Block Panchayats, 14 District Panchayats, 87 Municipalités et 6 Corporations municipales.
Les dernières élections locales au Kerala (Panchayat Elections) ont eu lieu en 2020 décembre. Les résultats ont été annoncés le 16 décembre 2020. Les prochaines élections locales devraient avoir lieu en 2025.
| Organisme local     | Parti/Alliance | Parti/Alliance | Parti/Alliance | Parti/Alliance | Parti/Alliance | Total |
| Organisme local     | LDF            | UDF            | NDA            | Autres         | Sans majorité  | Total |
| ------------------- | -------------- | -------------- | -------------- | -------------- | -------------- | ----- |
| Gram Panchayats     | 371            | 211            | 19             | 8              | 349            | 941   |
| Block Panchayats    | 105            | 37             | 0              | 0              | 10             | 152   |
| District Panchayats | 10             | 2              | 0              | 0              | 2              | 14    |
| Municipalities      | 19             | 22             | 2              | 0              | 43             | 86    |
| Corporations        | 3              | 1              | 0              | 0              | 2              | 6     |